# گل‌دره (بایبورد)
گل‌دره (به ترکی استانبولی: Göldere) (به کردی: Cemele) یک منطقهٔ مسکونی در ترکیه است که در بایبورد واقع شده‌است. گل‌دره ۷۷ نفر جمعیت دارد.